# Kanton Bourg-en-Bresse-2
Kanton Bourg-en-Bresse-2 (fr. Canton de Bourg-en-Bresse-2) je francouzský kanton v departementu Ain v regionu Rhône-Alpes. Skládá se z části města Bourg-en-Bresse a tří dalších obcí. Kanton vznikl v roce 2015.

## Obce kantonu
- Bourg-en-Bresse (část)
- Péronnas
- Saint-Denis-lès-Bourg
- Saint-Rémy